# Pha G1
Như đã biết, kì trung gian được chia thành các pha nhỏ là G1, S, và G2. Ngay sau mới phân chia xong, tế bào bước vào pha G1. Trong pha này, tế bào tổng hợp các chất cần cho sự sinh trưởng. Ở những tế bào có khả năng phân chia, khi tế bào sinh trưởng đạt một kích thước nhất định thì chúng tiến hành nhân đôi DNA để chuẩn bị cho quá trình phân chia tế bào.